# Savonie intérieure
La Savonie intérieure (finnois : Sisä-Savon seutukunta) est une sous-région de Savonie du Nord en Finlande. 
Au niveau 1 (LAU 1 ) des unités administratives locales définies par l'Union européenne elle porte le numéro 115.

## Municipalités
La sous-région de Savonie intérieure est composée des municipalités suivantes :
| Blason              | Municipalité              |
| ------------------- | ------------------------- |
| Rautalammen vaakuna | Rautalampi (municipalité) |
| Suonenjoen vaakuna  | Suonenjoki (ville)        |
| Tervon vaakuna      | Tervo (municipalité)      |
| Vesannon vaakuna    | Vesanto (municipalité)    |

## Population
Depuis 1980, l'évolution démographique de la sous-région de Savonie intérieure est la suivante,:
| Année      | 1980   | 1985   | 1990   | 1995   | 2000   | 2005   | 2010   |
| ---------- | ------ | ------ | ------ | ------ | ------ | ------ | ------ |
| population | 19 838 | 19 335 | 18 566 | 17 997 | 16 721 | 15 862 | 15 205 |

## Politique
Les résultats de l'élection présidentielle finlandaise de 2018:
- Sauli Niinistö   64.2%
- Matti Vanhanen   8.9%
- Paavo Väyrynen   7.3%
- Laura Huhtasaari   6.4%
- Pekka Haavisto   6.3%
- Tuula Haatainen   3.2%
- Merja Kyllönen   3.2%
- Nils Torvalds   0.5%